# Телеведучий: Легенда про Рона Борганді
«Телеведучий: Легенда про Рона Борганді» (англ. Anchorman: The Legend of Ron Burgundy) — американська комедія режисера Адама МакКея (був також сценаристом), що вийшла 2004 року. У головних ролях Вілл Ферелл, Крістіна Епплгейт, Пол Радд, Стів Керелл. Продовження фільму «Телеведучий: Легенда продовжується» (2013).
Сценаристом стрічки також був Вілл Ферелл, продюсером — Джадд Апатоу. Вперше фільм продемонстрували 9 липня 2004 року у США.
В Україні у кінопрокаті фільм не демонструвався. Переклад та озвучення українською мовою зроблено студією «1+1».

## Сюжет
Сполучені Штати Америки, середина 1970-их років, на телебаченні домінують чоловіки. На 4 Телеканалі Рон Борганді працює телеведучим разом із репортером Браяном Фантаною, ведучим прогнозу погоди Бріком Тамлендом і спортивним коментатором Чемпом Кіндом. Одного дня директор каналу Ед Гаркен повідомляє, що вони змушені найняти телеведучою жінку — Вероніку Корнінгстоун. Тепер між Веронікою і Роном починається війна.

## У ролях
| Актор             | Персонаж                                                                       | Роль                                    |
| ----------------- | ------------------------------------------------------------------------------ | --------------------------------------- |
| Вілл Ферелл       | Рональд Джозеф Аарон «Рон» Борганді (англ. Ronald Joseph Aaron "Ron" Burgundy) | головний телеведучий новин 4 Телеканалу |
| Крістіна Епплгейт | Вероніка Корнінгстоун (англ. Veronica Corningstone)                            | молода й амбіційна телеведуча           |
| Пол Радд          | Браян Фантана (англ. Brian Fantana)                                            | репортер телеканалу                     |
| Стів Керелл       | Брік Тамленд (англ. Brick Tamland)                                             | ведучий прогнозу погоди                 |
| Девід Кокнер      | Чемпіон «Чемп» Кінд (англ. Champion "Champ" Kind)                              | спортивний коментатор                   |
| Кетрін Ган        | Гелен (англ. Helen)                                                            | подруга Вероніки                        |
| Фред Армісен      | Тіно (англ. Tino)                                                              | власник ресторану                       |
| Вінс Вон          | Вес Мантут (англ. Wes Mantooth)                                                | головний телеведучий новин 9 Телеканалу |
| Фред Віллард      | Едвард «Ед» Гаркен (англ. Edward "Ed" Harken)                                  | директор каналу                         |
| Денні Трехо       |                                                                                | бармен                                  |
| Джек Блек         |                                                                                | мотоцикліст                             |
| Джадд Апатоу      |                                                                                | співробітник News Station               |
| Адам Мак-Кей      |                                                                                | двірник                                 |
| Тім Роббінс       |                                                                                | ведучий громадських новин               |

## Сприйняття

### Критика
Фільм отримав позитивні відгуки: Rotten Tomatoes дав оцінку 66 % на основі 196 відгуків від критиків (середня оцінка 6,3/10) і 83 % від глядачів із середньою оцінкою 3,6/5 (786,098 голосів). Загалом на сайті фільми має позитивний рейтинг, фільму зарахований «стиглий помідор» від кінокритиків і «попкорн» від глядачів, Internet Movie Database — 7,1/10 (174 493 голоси), Metacritic — 63/100 (38 відгуків критиків) і 7,4/10 від глядачів (261 голос). Загалом на цьому ресурсі від критиків і від глядачів фільм отримав позитивні відгуки.

### Касові збори
Під час показу у США, що почався 9 липня 2004 року, протягом першого тижня фільм показали у 3,091 кінотеатрі і він зібрав 28,416,365 $, що на той час дозволило йому зайняти 2 місце серед усіх прем'єр. Показ протривав до 7 жовтня 2004 року і зібрав у прокаті у США 85,288,303 $, а у решті світі — 5,285,885 $, тобто 90,574,188 $ загалом при бюджеті 26 млн $.

### Нагороди і номінації[10]
| Рік  | Нагорода              | Категорія                    | Номінант                                          | Результат |
| ---- | --------------------- | ---------------------------- | ------------------------------------------------- | --------- |
| 2004 | Teen Choice Awards    | Вибір фільму літа            | стрічка                                           | Номінація |
| 2005 | BMI Film & TV Awards  | Музична нагорода             | Алекс Вурман                                      | Перемога  |
| 2005 | MTV Movie Awards      | Найкраща комедійна гра       | Вілл Ферелл                                       | Номінація |
| 2005 | MTV Movie Awards      | Найкраща акторська команда   | Вілл Феррелл, Пол Рудд, Стів Карелл, Девід Кечнер | Номінація |
| 2005 | MTV Movie Awards      | Найкраща бійка               | За бійку між телевізійними командами              | Номінація |
| 2005 | MTV Movie Awards      | Найкраща музична гра         | Вілл Феррелл, Пол Рудд, Стів Карелл, Девід Кечнер | Номінація |
| 2005 | Премія «Вибір народу» | Улюблена кінокомедія         | стрічка                                           | Номінація |
| 2005 | Золота малина         | Найгірший актор              | Бен Стіллер                                       | Номінація |
| 2005 | Teen Choice Awards    | Вибір актора фільму: комедія | Вілл Ферелл                                       | Номінація |
| 2005 | Teen Choice Awards    | Choice Movie Rumble          | Вілл Ферелл                                       | Номінація |